# Baby It’s Me
Baby It’s Me (с англ. — «Детка, это я») — восьмой студийный альбом американской певицы Дайаны Росс, выпущенный 16 сентября 1977 года на лейбле Motown. Продюсером выступил Ричард Перри.
Хотя в альбоме не было крупного хит-сингла, продажи шли хорошо, и он смог добраться до 18-го места в американском чарте Top LPs & Tape и до 7-го места в Top Soul LP журнала Billboard, а в Великобритании был сертифицирован как серебряный. Пластинка получила в основном положительные отзывы в прессе, а композиция «Your Love Is So Good for Me» номинировалась на премию «Грэмми».

## Запись
В 1976 году певица выпустила полноформатную студийную работу под названием Diana Ross, которая показала отличные результаты, войдя в пятёрку лучших альбомного чарта журнала Billboard, а также в Великобритании, Канаде и Нидерландах. Желая повторить успех, шеф Motown Берри Горди пригласил для записи нового альбома музыкального продюсера Ричарда Перри. В то время он был одним из самых популярных продюсеров, выпускавших хитовые записи одну за другой. Среди тех, с кем Перри работал, были Барбра Стрейзанд, Гарри Нилсон, Ринго Старр, Арт Гарфанкел, Лео Сэйер и Карли Саймон. Именно успех последнего релиза Саймон во многом повлиял на выбор Перри продюсером.
Впервые со времён Surrender 1971 года над альбомом работал один продюсер, что отразилось на целостности пластинки, хотя все песни были написаны разными авторами. Альбом представляет собой синтез жанров: соул, поп-музыка, танцевальная, ритм-н-блюз. Некоторые критики отмечали, что данная работа возродила классическое звучание Motown 1960-х годов. Трек-лист альбома включает как танцевальные композиции типа «Your Love Is So Good for Me», «Top of the World», «Gettin’ Ready for Love», так и баллады, например, «Too Shy to Say», написанная Стиви Уандером, «Confide in Me» или «Come in from the Rain» авторства Кэрол Байер-Сейджер.
Запись альбома проходила летом 1979 года в студия «55» в Голливуде. В качестве аранжировщиков были привлечены Дэвид Фостер, Айра Ньюборн, Ричард Хьюсон, Джин Пейдж и Дель Ньюман. На обложке альбома Дайана предстала в элегантном, облегающем розовом платье и меховой накидке в свете лампы, автором фото стал Виктор Скребнески, а дизайном обложки занимался Дэвид Ларкам.
Известно, что Росс планировала новое сотрудничество с Перри, однако контрактные обязательства не позволяли ему работать с артистами не своего лейбла Planet Records, и запланированные сессии для нового альбома не состоялись. (В 1984 году певце всё-таки удалось вновь поработать с Перри — над хит-синглом «All of You», записанном совместно с Хулио Иглесиасом; годом ранее он сделал микс её песни «So Close» для релиза на американском рынке.)

## Выпуск альбома
Выпуск альбома в Соединённых Штатах состоялся 16 сентября 1977 года. Уже к концу ноября пластинка поднялась до 18-го места в чарте Top LPs & Tape журнала Billboard, где в общей сложности пробыла 19 недель. До 7-го места альбом поднялся в чарте Top Soul LP, став уже десятым альбомом для Росс в первой десятке данного чарта (там альбом пробыл 17 недель). По подсчётам же журнала Cash Box, альбом и вовсе вошёл в топ-5 чарта Top 75 R&B Albums и в конце года и был признан 35-м самым успешным в чарте. В журнале Record World назвали его 45-м лучшим диско-альбомом 1977 года. В Австралии лонгплей смог достичь только 81-го места, а вот в Канаде альбом занял 15-ю позицию в недельном чарте и в итоге стал 97-м самым популярным за год. В Великобритании Baby It’s Me не фигурировал в чартах продаж, однако уже в декабре 1977 года был удостоен серебряной сертификации от Британской ассоциации производителей фонограмм.
В Советском Союзе данная пластинка была впервые издана фирмой «Мелодия» по лицензии Motown в 1980 году под названием «Поёт Дайана Росс» (без сокращений, но с другой обложкой). Это был первый и единственный официальный полноформатный релиз певицы в стране. Совокупный тираж превысил 71 тысячу копий.
Расширенное издании альбома было выпущено в 2014 году с одиннадцатью дополнительными треками в цифровом формате. Бонус-треки включали миксы 2014 года ряда оригинальных композиций (часто в более длинных неотредактированных версиях с дополнительным вокалом), а также четыре неизданных песни с оригинальной сессии альбома: «Brass Band», «Country John», «Room Enough for Two» и кавер-версия хита Питера Фрэмптона 1975 года «Baby, I Love Your Way».

## Продвижение
Продвигать альбом предстояло главным образом синглам, поскольку в это же время певица приступила к съёмкам в мюзикле «Виз» и не могла активно рекламировать запись самостоятельно. По неизвестным причинам ведущий сингл был выпущен только в октябре 1977 года, то есть месяц спустя после релиза альбома. Диджеи в клубах и на радио крутили полюбившиеся публике треки, поэтому было трудно сосредоточиться на раскрутке конкретно одной композиции. Первым синглом была выбрана песня «Gettin’ Ready for Love», и решение принял лично Берри Горди, хотя другие сотрудники Motown предлагали иные варианты. Она достигла пика на 27-й строчке чарта Billboard Hot 100. Невысокие позиции песни в «горячей сотне» были связаны с тем, что радиостанции к моменту релиза уже выбрали другие песни для трансляции и отдавали место в эфире им. Также песня попала в первую десятку чартов США и Канады, ориентированных на adult contemporary-звучание. В британском чарте песня заняла 23-ю позицию. Следующим синглом стала песня «Your Love Is So Good for Me». Выпущенная официально только 24 января 1978 года, песня уже в ноябре находилась в танцевальном чарте журнала Billboard, где достигла пика на 15-й строчке. Песня в чарте была на пару с «Top of the World», которая позже также синглом, но успеха не добилась. Финальным синглом была выпущена композиция «You Got It», которая, как и «Gettin’ Ready for Love», вошла в первую десятку чарта Easy Listening.

## Отзывы и признание
| Оценки критиков               | Оценки критиков |
| Источник                      | Оценка          |
| ----------------------------- | --------------- |
| AllMusic                      | [ 1 ]           |
| Christgau’s Record Guide      | C+              |
| Encyclopedia of Popular Music | [ 37 ]          |
| Music Week                    | [ 2 ]           |
| Record Mirror                 | [ 38 ]          |
| The Rolling Stone Album Guide | [ 39 ]          |

Рон Уинн из AllMusic заметил, что по мере того, как популярность Росс росла, её альбомы стали наполняться менее проникновенными, но более утончёнными, тщательно спродюсированными балладами и лёгкой поп-музыкой. И хотя, по его мнению, музыка по-прежнему великолепно звучала в большинстве из них, острота, чувственность и энергия, которые сделали её песни Motown классическими, постепенно стали отходить на второй план в пользу более стилизованного и почти коммерческого звучания. Обозреватель Billboard отметил богатую оркестровку, дискотечные изыски и романтическую атмосферу, добавив, что несколько мелодий отсылают к классическому стилю Motown середины шестидесятых, сочетающему утончённый соул и фанк. В Cash Box заявили, что инструментальная поддержка Ричарда Перри помогает Росс передавать эти блистательные вокальные сообщения с такой точностью, что даже дух захватывает. Джон Сторм Робертс в обзоре для High Fidelity написал, что некоторых песнях Росс стремится передать звучание The Supremes, однако воссозданная вокальная техника и чувственные темы, которые были популярны тогда, не срабатывают в новом времени. По мнению критика, Росс всё еще не может отступить от прежнего материала. В то же время, он выделил «The Same Love that Made Me Laugh», «жемчужину, одновременно традиционную и свежую», которая доказывает, что Росс в состоянии выйти за рамки своего первоначального амплуа. В журнале Music Week альбому поставили высший балл, подчеркнув, что это образцовый поп-альбом. Джеймс Гамильтон из Record Mirror также заявил, что это сенсационный альбом, содержащий как минимум пять сильных диско-композиций. Розалинд Расселл из того же издания заявила, что альбом вызвал у неё глубокое отвращение. Она раскритиковала Росс за то, что всё в её музыке теперь сводится к имиджу, а не к чувствам, голос звучит скучно, а энтузиазм утерян. В Record World написали, что отполированная до блеска поп-запись должна порадовать поклонников Росс и приумножить её успехи. Джо Макьюэн в рецензии для Rolling Stone нашёл инструментовки на удивление скудными, а порой и довольно странными, однако отметил исполнение Росс, которое вызывает эмоциональное удовлетворение. Пол Керш из Stereo Review с энтузиазмом приветствовал новую, более тёплую Дайану.
На 20-й церемонии «Грэмми» песня «Your Love Is So Good for Me» получила номинацию в категории «Лучшее женское вокальное исполнение в стиле ритм-н-блюз», однако уступила «Don’t Leave Me This Way» Тельмы Хьюстон. Это была уже седьмая номинация для Росс. Сама певица тоже попала в итоговые списки ведущих музыкальных журналов. Так, в Billboard Росс заняла 10-ю строчку среди поп-артисток 1977 года. В Cash Box её признали шестой самой популярной поп-вокалисткой года, а также первой в категории R&B-кроссовер, в списке R&B-вокалисток она стала пятой. Журнал Record World поместил её на седьмое место в топе лучших певиц 1977 года.

## Список композиций
| №                   | Название                           | Автор(ы)                               | Длительность |
| ------------------- | ---------------------------------- | -------------------------------------- | ------------ |
| 1.                  | «Gettin’ Ready for Love»           | Том Сноу, Фрэнни Голд                  | 2:45         |
| 2.                  | «You Got It»                       | Джерри Раговой, Линда Лори             | 3:55         |
| 3.                  | «Baby It’s Me»                     | Дональд Данн, Чарльз Си Смит           | 3:09         |
| 4.                  | «Too Shy to Say»                   | Стиви Уандер                           | 3:15         |
| 5.                  | «Your Love Is So Good for Me»      | Кен Питерсон                           | 4:14         |
| 6.                  | «Top of the World»                 | Том Сноу                               | 3:06         |
| 7.                  | «All Night Lover»                  | Джерри Раговой, Лен Робертс            | 3:33         |
| 8.                  | «Confide in Me»                    | Мелисса Манчестер, Стэнли Шварц        | 3:32         |
| 9.                  | «The Same Love That Made Me Laugh» | Билл Уизерс                            | 3:56         |
| 10.                 | «Come in from the Rain»            | Кэрол Байер-Сейджер, Мелисса Манчестер | 3:58         |
| Общая длительность: | Общая длительность:                | Общая длительность:                    | 41:41        |

| №                   | Название                                      | Автор(ы)                               | Длительность |
| ------------------- | --------------------------------------------- | -------------------------------------- | ------------ |
| 11.                 | «Baby, I Love Your Way» (2014 Mix)            | Питер Фрэмптон                         | 4:13         |
| 12.                 | «Brass Band» (2014 Mix)                       | Брэдфорд Крэйг                         | 4:41         |
| 13.                 | «Country John» (2014 Mix)                     | Алан Туссен                            | 3:43         |
| 14.                 | «Room Enough for Two» (2014 Mix)              |                                        | 2:48         |
| 15.                 | «Gettin’ Ready for Love» (2014 Mix)           | Том Сноу, Фрэнни Голд                  | 3:26         |
| 16.                 | «You Got It» (2014 Mix)                       | Джерри Раговой, Линда Лори             | 3:59         |
| 17.                 | «Baby It’s Me» (2014 Mix)                     | Дональд Данн, Чарльз Си Смит           | 3:20         |
| 18.                 | «Your Love Is So Good for Me» (2014 Mix)      | Кен Питерсон                           | 5:57         |
| 19.                 | «Top of the World» (2014 Mix)                 | Том Сноу                               | 4:36         |
| 20.                 | «All Night Lover» (2014 Mix)                  | Джерри Раговой, Лен Робертс            | 3:55         |
| 21.                 | «The Same Love That Made Me Laugh» (2014 Mix) | Кэрол Байер-Сейджер, Мелисса Манчестер | 4:16         |
| Общая длительность: | Общая длительность:                           | Общая длительность:                    | 60:20        |

## Участники записи
Музыканты
- Ричард Перри — акустическое фортепиано (1, 6), родес-пиано (7, 8, 10)
- Стэнли Шварц — акустическое фортепиано (8, 10)
- Дэвид Хангейт — бас-гитара (1—3, 6, 7)
- Рей Паркер-младший — бас-гитара (5), гитара (2, 3, 5, 9)
- Брайан Гарофало — бас-гитара (8, 10)
- Скотт Эдвардс — бас-гитара (9)
- Патти Брукс[англ.] — бэк-вокал (2, 7)
- Бекки Льюис — бэк-вокал (2, 7)
- Петси Пауэлл — бэк-вокал (2, 7)
- Бобби Кимболл[англ.] — бэк-вокал (5)
- Клайди Кинг[англ.] — бэк-вокал (6)
- Ширли Мэттьюз[англ.] — бэк-вокал (6)
- Дайана Росс — вокал
- Стив Люкатер — гитара (1, 6)
- Ли Ритенаур — гитара (2, 3, 8, 10)
- Дон Данн — гитара (3)
- Айра Ньюборн — гитара (7, 8, 10)
- Ричи Дзито[англ.] — гитара (7)
- Бен Бенай — гитара (9)
- Джеймс Ньютон Ховард — клавишные, синтезатор (4)
- Боббай Холл[англ.] — конги (7)
- Джек Эшфорд[англ.] — перкуссия (1, 6), тамбурин (7)
- Майкл Омартиан — родес-пиано (2, 3)
- Кен Питерсон — родес-пиано, синтезаторы, клавинет (5)
- Дэвид Пейч[англ.] — родес-пиано (7, 9), акустическое фортепиано (7), орган (5), вокал (5)
- Том Скотт[англ.] — саксофон (1)
- Чак Финдли[англ.] — труба (5)
- Джим Хорн[англ.] — труба (5)
- Джефф Поркаро — ударные (1—3, 5, 6)
- Ленни Кастро[англ.] — ударные (2, 3, 9)
- Эд Грин[англ.] — ударные (7)
- Рик Шлоссер[англ.] — ударные (8, 10)
- Олли Э. Браун[англ.] — ударные (9)
- Бад Шенк — флейта (7)

Производство
- Дэвид Фостер — аранжировка, дирижёр (3)
- Айра Ньюборн — аранжировка, дирижёр (8)
- Ричард Хьюсон[англ.] — аранжировка струнных, дирижёр
- Джин Пейдж — аранжировка струнных, дирижер (1, 2, 6, 9)
- Дель Ньюман[англ.] — аранжировка струнных, дирижёр (4, 6, 10)
- Говард Стили — запись, звукорежиссёр
- Хелен Сильвани — второй звукорежиссёр
- Том Нокс, Майк Ставорс — ассистент звукорежиссёра
- Аллен Зентз — мастеринг
- Кевин Ривз — ремиксы 2014 года

Дизайн
- Дэвид Ларкам — арт-директор, дизайн
- Виктор Скребнески[англ.] — фото

Все данные взяты из примечаний к альбому.

## Чарты
| Чарты (1977—1978)                | Высшая позиция |
| -------------------------------- | -------------- |
| Австралия (Kent Music Report)    | 81             |
| Канада (RPM Top 100 Albums)      | 15             |
| США (Billboard Top LPs & Tape)   | 18             |
| США (Billboard Top Soul LP)      | 7              |
| США (Cash Box Top 100 Albums)    | 21             |
| США (Cash Box Top 75 R&B Albums) | 4              |
| США (Jet Top 20 Soul Albums)     | 4              |
| США (Record World Top Albums)    | 32             |
| США (Record World Top R&B LP)    | 11             |

| Чарт (1977)                         | Позиция |
| ----------------------------------- | ------- |
| Канада (RPM Year-End)               | 97      |
| США (Cash Box Top R&B Albums)       | 35      |
| США (Record World Top Disco Albums) | 45      |

## Сертификации и продажи
| Регион                                                      | Сертификация | Продажи |
| ----------------------------------------------------------- | ------------ | ------- |
| Великобритания (BPI)                                        | Серебряный   | 60 000^ |
| ^ Данные о тиражах приведены только на основе сертификации. |              |         |